# گروه ولفسبرگ
گروه ولفسبرگ سازمانی خصوصی و متشکل از یازده بانک جهانی است که در سال ۲۰۰۰ در شهر ولفسبرگ سوئیس تأسیس گردید. اهداف این گروه توسعه استانداردهای خدمات مالی، شناسایی مشتریان (KYC)، مبارزه با پولشویی (AML) و مبارزه با تأمین مالی تروریسم است که مشابه عملکرد کارگروه اقدامات مالی ضد پولشویی در سطح دولت‌ها می‌باشد.

## تاریخچه
در سال ۱۹۹۸، پیتر ایگن و فریتز هایمان، نمایندگان سازمان شفافیت بین‌الملل، استنلی موریس، مدیر سابق شبکه اجرایی جرائم مالی و مشاور پلیس بین‌الملل و مارک پیت استاد جرم‌شناسی دانشگاه بازل به منظور تعیین نحوه ترغیب بانک‌های آمریکایی جهت توسعه استانداردهای ضد پولشویی ملاقاتی داشتند. در سال ۱۹۹۹، آن‌ها از گروهی از بانک‌ها خواستند به این جلسات بپیوندند. این گروه از یازده بانک جهانی تشکیل شده‌است. پس از حملات تروریستی یازدهم سپتامبر، گروه تمرکز خود را به مبارزه با تأمین مالی تروریسم تغییر داد.

## استانداردها
گروه ولفسبرگ تا سال ۲۰۱۵ تعداد چهارده سند را تحت عنوان استانداردهای ولفسبرگ منتشر کرده‌است. اولین سند، مقررات ضد پولشویی ولفسبرگ در بانکداری خصوصی است که در اکتبر ۲۰۰۰ منتشر و در ماه مه ۲۰۰۲ مورد بازبینی قرار گرفت. در سال ۲۰۰۲، این گروه نسبت به انتشار مجموعه مقررات بانکداری کارگزاری ولفسبرگ اقدام نمود که در این مقررات پیشنهاد شد رویکردی مبتنی بر ریسک نسبت به موضوع مبارزه با پولشویی و ثبت بین‌المللی مؤسسات که مسئول ارائه اطلاعات مفید در خصوص راهبری راستی آزمایی اولیه هستند اعمال گردد.
گروه٬ در ماه سپتامبر ۲۰۰۳ مقررات بازرسی و نظارت ولفسبرگ، در اکتبر سال ۲۰۱۲ دستورالعمل ولفسبرگ در خصوص کارتهای هدیه، در سال ۲۰۱۲ مقررات بانکداری خصوصی ولفسبرگ، در سال ۲۰۱۴ سند ۱۴ صفحه‌ای در خصوص سرویس پرداخت اینترنت و موبایل و اصلاحیه مقررات بانکداری کارگزاری را منتشر کرد.